# Liolaemus curicensis
Liolaemus curicensis este o specie de șopârle din genul Liolaemus, familia Tropiduridae, descrisă de Müller și Hellmich 1938. Conform Catalogue of Life specia Liolaemus curicensis nu are subspecii cunoscute.